# Club Atlético Elortondo
El Club Atlético Elortondo es un club de fútbol argentino de la Provincia de Santa Fe, Argentina. En la localidad de Elortondo. Posee varias disciplinas, entre ellas el fútbol, básquet, bochas, natación, pelota paleta y tenis.
Respecto al fútbol, hace de local en el estadio Pancho Fiori, ubicado dentro de un complejo deportivo, y participa de la Liga Venadense de Fútbol, donde se ha consagrado en 5 ocasiones.
En el baloncesto, forma parte de los clubes fundadores de la Liga Nacional de Básquet y está afiliado a la Asociación Venadense de Básquetbol.
Disputa el clásico de Elortondo con Peñarol, su eterno rival.

## Historia
La institución fue creada en una época difícil, ya casi terminando la Primera Guerra Mundial, por un grupo de jóvenes entusiastas como respuesta a sus expectativas deportivas y sociales. Proviene de la fusión del Club Argentino y del Club de Los Trece. Uno con casaca azul y el otro con roja. De ahí los colores que la distinguen. En 1950 se incorpora también el Club Social.

## Figuras destacadas
- Fútbol: Rafael Maceratesi, Ignacio Scocco, Etelredo Fiori
- Básquet: Marcelo Bianchini, Héctor Bianchini, Daniel Baravalle, Claudio Angeleri, Carlos Gastaldi.

## Palmarés
Torneos regionales
- Liga Venadense de Fútbol (5): 1936, 1937, 1962, 1964, 2024
- Asociación Venadense de Básquet (21): 1960, Clausura 1967, 1969, 1970, 1971, 1976, 1981, 1982, Apertura 1983, Clausura 1983, Apertura 1984, Clausura 1984, Clausura 1985, Clausura 1998, Apertura 1999, Clausura 1999, Oficial 2000, Apertura 2001, Clausura 2001, Oficial 2002, Oficial 2004/05.
- Asociación Firmatense de Basket Ball (4): 1954, 1957, 1958, 1959.

Torneos provinciales
- Provincial de Clubes (Santa Fe): 2003-2004, 2004-2005.

## Datos del club
- Club fundador de la Liga Nacional de Básquet
- Temporadas en Liga "B": 1985, 1986, 2002.